# الحسين ولد مدو
الحسين ولد مدُّو إعلامي وأستاذ جامعي ووزير موريتاني يشغل منذ أغسطس 2024 منصب وزير الثقافة والفنون والاتصال والعلاقات مع البرلمان، والناطق الرسمي باسم الحكومة. وقد سبق له أن عمل رئيسا للسلطة العليا للصحافة والسمعيات البصرية. كما ترأّس نقابطة الصحفيين الموريتانيين قبل ذلك.